# Evangelische Kirche (Belsenberg)

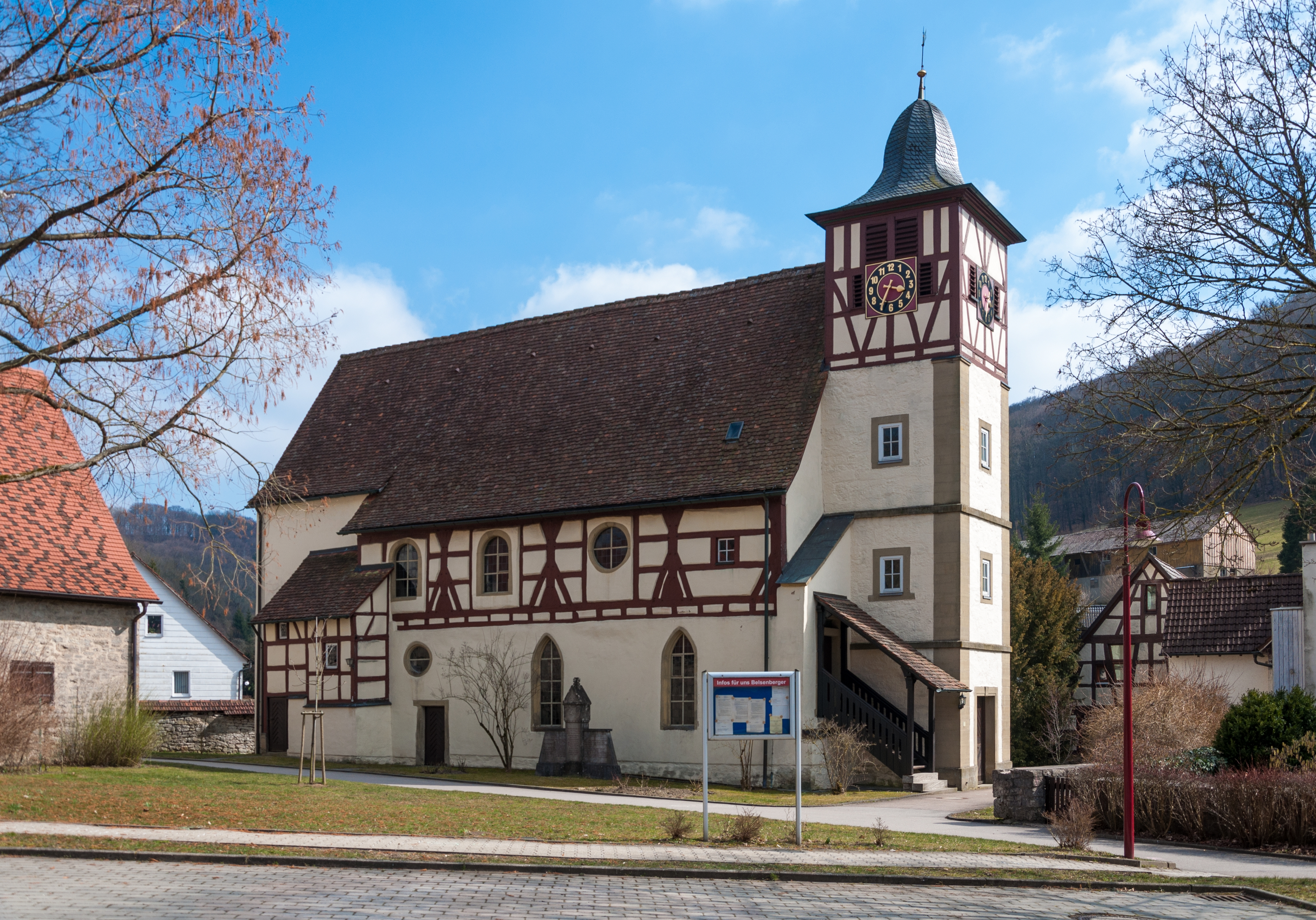
Evangelische Kirche in Belsenberg

Die Evangelische Kirche steht in Belsenberg, einem Stadtteil von Künzelsau im Hohenlohekreis in Baden-Württemberg. Das Bauwerk ist beim Landesamt für Denkmalpflege Baden-Württemberg als Baudenkmal eingetragen. Die Kirchengemeinde gehört zum Kirchenbezirk Künzelsau der Evangelischen Landeskirche in Württemberg.

## Beschreibung
Die Saalkirche besteht aus einem zweigeschossigen, im 15. Jahrhundert erbauten Langhaus, dessen oberes Geschoss aus Holzfachwerk besteht, und einem eingezogenen, gerade geschlossenen Chor aus dem 13. Jahrhundert im Osten mit der Sakristei an seiner Südwand. Beim Umbau 1707/08 wurde der Fassadenturm im Westen angefügt, dessen oberstes Geschoss aus Holzfachwerk die Turmuhr und den Glockenstuhl beherbergt, und der mit einer Glockenhaube bedeckt ist.
Bei der Renovierung wurde 1951 im Chor ein um 1420 entstandenes Fresko aufgedeckt, auf dem das Jüngste Gericht zu erkennen ist. Die Glasmalereien wurden von Rudolf Yelin dem Älteren entworfen.